# John Payne (muzyk)
John Payne (ur. 29 września 1958 w Luton) – brytyjski muzyk, najbardziej znany jako wokalista, gitarzysta i basista formacji Asia w latach 1991–2006, od czerwca 2007 gra w zespole Asia featuring John Payne. Wraz z Erikiem Norlanderem współtworzy projekt Dukes of the Orient.
John Payne został wokalistą prowadzącym Asii w 1991 za zaproszeniem założyciela supergrupy Geoffa Downesa i zastąpił Johna Wettona. Z nowym wokalistą Asia wydała osiem albumów studyjnych, kompilację Anthology oraz parę albumów live. Jest założycielem i obecnym członkiem neoprogresywnej grupy GPS. Jest również gitarzystą, fotografem, kompozytorem, inżynierem dźwięku i producentem muzycznym.

## Życiorys
Jego pierwszy zespół nosił nazwę Moonstone. Grali w Zjednoczonym Królestwie w późnych latach 70., zapowiadając znane zespoły takie jak Argent.
W roku 1986 nagrał płytę ze skandynawską formacją CCCP, w której skład wchodziła również przyrodnia córka Johnny’ego Casha Carlene Cash.
Był wspierającym wokalistą na kilku albumach solowych Rogera Daltreya, m.in. Under a Raging Moon z 1985 czy Can't Wait to See the Movie z 1987.
John Payne oraz klawiszowiec Andy Nye z Michael Schenker Group, perkusista Clive Burr z Iron Maiden, basista Mel Gabbitas i były gitarzysta Mike’a Oldfielda Ant Glynne założyli zespół The Passion. Kompilacja dwunastu nagrań tej grupy została wydana przez wytwórnię Devgel Records w roku 2009. W notatkach dołączonych do albumu Asii Archiva 2 można przeczytać, że piosenka Love Like the Video to również utwór The Passion.
Payne miał zostać gitarzystą i wokalistą zespołu ELO Part II, ale opuścił grupę z powodu przedłużających się negocjacji.

### Zespół Asia
Kiedy John Wetton opuścił Asię, klawiszowiec Geoff Downes zaproponował Payne’owi rolę głównego wokalisty, basisty, współautora utworów i współproducenta w zespole. Jako Asia Downes i John Payne współpracowali przez 15 lat z różnymi muzykami. Wydali następujące albumy:
- Aqua (1992)
- Live in Osaka (1992)
- Aria (1994)
- Arena (1996)
- Archiva 1 (1996)
- Archiva 2 (1996)
- Anthology (1997)
- Rare (1999)
- Aura (2001)
- Armada 1 (2002)
- Armada 2 (2003)
- Armada 3 (2003)
- America: Live in the USA (2003)
- Silent Nation (2004)

### Zespół Asia featuring John Payne
Po zjednoczeniu się oryginalnego składu Asii w 2006 John Payne, Guthrie Govan oraz Jay Schellen założyli wraz z japońskim keyboardzistą Ryo Okumoto zespół GPS. W 2006 wydali album Window to the Soul – połowa materiału na tej płycie pochodzi z niedokończonego albumu Architect of Time, który miał zostać wydany przez Asię. W roku 2007 powstała Asia featuring John Payne. Wokalista nazwał ją celebracją własnego wkładu w historię supergrupy oraz hołdem składanym sukcesowi, jaki odniosła w latach 80. Powiedział również, że rozstanie z Geoffem Downesem było dla niego bolesne.
W 2009 została wydana płyta EP o nazwie Military Man. Zawiera ona ponownie nagrane piosenki Military Man i Long Way from Home, a także kompozycję Erika Norlandera zatytułowaną Neurosaur. Na płycie oprócz Payne'a i Norlandera występują Guthrie Govan oraz Jay Schellen.
Album Recollections: A Tribute to British Prog został wydany w roku 2014. W jego skład wchodzą covery znanych brytyjskich utworów rocka progresywnego. Na tej płycie John Payne jest nie tylko wokalistą, producentem i basistą, zagrał bowiem większość partii keyboardowych oraz parę gitarowych. Wraz z nim grają gitarzyści Moni Scaria i Jeff Kollman, a także perkusista Jay Schellen. Teledysk do singla Eye in the Sky został nagrany w Las Vegas i występuje w nim Alan Parsons.

### Zespół Dukes of the Orient
Około roku 2017 John Payne i Erik Norlander utworzyli formację Dukes of the Orient, by wydać materiał, który powstawał przez 10 lat, odkąd zaczęli pracować razem. Z szacunku do zmarłego w tym roku Johna Wettona muzycy postanowili wydać te nagrania jako nowy zespół.
Grupa wydała debiutancki album 23 lutego 2018 przez włoską wytwórnię Frontiers Records. Wśród muzyków znaleźli się perkusista Jay Schellen oraz czterech gitarzystów: byli to Guthrie Govan, Jeff Kollman, Moni Scaria oraz Bruce Bouillet. Na albumie znalazł się były singiel zespołu Asia featuring John Payne pod tytułem Seasons Will Change, pierwotnie wydany w 2012.
Druga płyta formacji to Freakshow, nagrana w 2019 i wydana przez Frontiers Records 7 sierpnia 2020 roku w składzie John Payne (wokal, gitara basowa, gitara, talk box), Erik Norlander (klawisze), Alex Garcia (gitara), Frank Klepacki (perkusja) i Eric Tewalt (saksofon).

### Scena, film i telewizja
Piosenki zespołu Asia, Heart of Gold oraz Lay Down Your Arms, zostały zaproponowane do umieszczenia w animowanym filmie Freddie as F.R.0.7. Ostatnia z nich pojawiła się w filmie.
W dziewiętnastym odcinku ósmej serii animacji Family Guy The Splendid Source pojawia się podobizna Johna Payne'a.
W roku 2007 Payne zagrał rolę Parsona Nathaniela w produkcji scenicznej Jeff Wayne’s Musical Version of The War of the Worlds. W 2016 zaczął komponować muzykę dla Steve’a Gustafsona, autora reality show dotyczącego tyrolek o nazwie Zip Away!.

### The Rock Pack
W styczniu 2014 Payne powołał do życia pokaz The Rock Pack, w którym gwiazdy rocka udzielają wywiadów i grają swoje przeboje z Johnem Paynem.